# Live in Concert 72/73
Live In Concert 72/73 – DVD z koncertem zespołu Deep Purple wydane w roku 2005. Materiał zarejestrowano w K.B. Hallen w Kopenhadze w Danii w roku 1972. Wydano go dopiero w roku 1987 w Japonii pod tytułem Machine Head Live 1972, a w Europie trzy lata później jako Scandinavian Nights (Live in Denmark).
Jest to jedyny sfilmowany (czarno-biały) koncert linii Mk II przedstawiający rzadką, koncertową wersję utworu "Fireball". Wydanie DVD zawiera również trzy utwory z roku 1973 zarejestrowane w kolorze podczas koncertu w Nowym Jorku na Hofstra University w  Hempstead na Long Island. Zaprezentowano jedyne znane video utworu "Smoke on the Water" z linii Mark II.

## Lista utworów
Wszystkie utwory, z wyjątkiem opisanych skomponowali Ritchie Blackmore, Ian Gillan, Roger Glover, Jon Lord i Ian Paice.

### Kopenhaga - marzec 1972
| 1. | "Highway Star"                               | 7:27    |
|    |                                              |         |
| 2. | "Strange Kind of Woman"                      | 9:09    |
|    |                                              |         |
| 3. | "Child in Time"                              | 17:27   |
|    |                                              |         |
| 4. | "The Mule"                                   | 9:20    |
|    |                                              |         |
| 5. | "Lazy"                                       | 11:06   |
|    |                                              |         |
| 6. | "Space Truckin'"                             | 24:44   |
|    |                                              |         |
| 7. | "Fireball"                                   | 4:04    |
|    |                                              |         |
| 8. | "Lucille" (Albert Collins, Richard Penniman) | 6:25    |
|    |                                              |         |
| 9. | "Black Night"                                | 6:29    |
|    |                                              |         |
|    |                                              | 1:36:11 |
|    |                                              |         |

### Nowy Jork - maj 1973
| 10. | "Strange Kind of Woman" | 6:18  |
|     |                         |       |
| 11. | "Smoke on the Water"    | 5:20  |
|     |                         |       |
| 12. | "Space Truckin'"        | 10:43 |
|     |                         |       |
|     |                         | 22:21 |
|     |                         |       |

### Bonus

#### California Jam 1974
| 13. | "Burn" (Blackmore, Lord, Paice, David Coverdale) | 7:31  |
|     |                                                  |       |
|     |                                                  | 07:31 |
|     |                                                  |       |

## Wykonawcy
- Ritchie Blackmore – gitara
- Ian Gillan – śpiew, kongi
- Roger Glover – gitara basowa
- Jon Lord – organy, instrumenty klawiszowe
- Ian Paice – perkusja

## Informacje dodatkowe
- Live in Concert 72/73 jest pierwszą częścią (Vol. 1) serii archiwalnych koncertów Deep Purple z lat 1968–1976, wydanych na DVD. Część druga (Vol. 2) to Live in California 74 wydany pod koniec roku 2005.